# Partit dels Drets i les Llibertats
El Partit dels Drets i les Llibertats (Hak ve Özgürlükler Partisi - HAK-PAR) és una organització política kurda de Turquia fundada l'11 de febrer de 2002. Fou fundat com previsible continuació del partit DEHAP, quan aquest fos il·legalitzat. El fundador fou Abdulmelik Firat.
El novembre del 2006 va celebrar el seu II Congrés. Firat va deixar la direcció per problemes de salut i els seus lloctinents Bayram Bozyel i Ibrahim Guclu van optar al càrrec sent elegit el primer.
La seva il·legalització fou portada a la cort constitucional per haver demanat la federació de kurds i turcs.